# Bandar-e Imam Chomeini
Bandar-e Imam Chomeini (persisch بندر امام خميني) ist eine Hafenstadt im Iran in der Provinz Chuzestan am Persischen Golf. Der Hafen Imam Khomeini ist ein bedeutender Seehafen des Landes.

## Geschichte und Geographie
Bandar-e Imam Chomeini hat etwa 72.000 Einwohner, der frühere Name war Bandar-e Schahpur. Bis zum Ersten Golfkrieg zwischen dem Iran und Irak  war hier der wichtigste Ölhafen des Landes.
Die Stadt ist benannt nach Ajatollah Ruhollah Chomeini, dem 1989 verstorbenen Führer der Islamischen Revolution im Iran. Die Stadt besitzt einen Bahnhof an einer Zweigstrecke der Transiranischen Eisenbahn.